# Список птахів Фолклендських островів
Це перелік видів птахів, зафіксованих на території Фолклендських островів. Авіфауна Фолклендських островів налічує загалом 218 видів, з яких 2 види є ендемічними. 2 види були інтродуковані людьми, 2 види були локально знищені, а 123 види є рідкісними або випадковими. 28 видів є гіпотетичними.

## Позначки
Наступні теги використані для виділення деяких категорій птахів.
- (V) Випадковий — вид, який рідко або випадково трапляється на Фолклендських островах
- (Е) Ендемічий — вид, який є ендеміком Фолклендських островів
- (I) Інтродукований — вид, завезений на Фолклендські острови як наслідок, прямих чи непрямих дій людських дій
- (Ex) Локально вимерлий — вид, який більше не трапляється на Фолклендських островах, хоча його популяції існують в інших місцях
- (H) Гіпотетичний — вид, який за неперевіреними свідченнями спостерігався на території Фолклендських островів

## Гусеподібні(Anseriformes)
Родина: Качкові (Anatidae)
- Свистач білоголовий, Dendrocygna viduata (V)
- Гуска сіра, Anser anser (I)
- Лебідь чорношиїй, Cygnus melancoryphus
- Коскороба, Coscoroba coscoroba
- Каргарка магеланська, Chloephaga picta
- Каргарка патагонська, Chloephaga hybrida
- Каргарка сіроголова, Chloephaga poliocephala (V)
- Каргарка рудоголова, Chloephaga rubidiceps
- Качка-пароплав патагонська, Tachyeres patachonicus
- Качка-пароплав фолклендська, Tachyeres brachypterus (E)
- Крижень андійський, Lophonetta specularioides
- Крижень білошиїй, Speculanas specularis (H)
- Чирянка чорноголова, Spatula versicolor
- Широконіска аргентинська, Spatula platalea (V)
- Чирянка блакитнокрила, Spatula discors (V)
- Чирянка руда, Spatula cyanoptera
- Свищ чилійський, Mareca sibilatrix
- Шилохвіст білощокий, Anas bahamensis (V)
- Шилохвіст жовтодзьобий, Anas georgica
- Чирянка жовтодзьоба, Anas flavirostris
- Чернь аргентинська, Netta peposaca (V)
- Качка чорноголова, Heteronetta atricapilla (H)
- Савка аргентинська, Oxyura vittata (V)

## Фламінгоподібні(Phoenicopteriformes)
Родина: Фламінгові (Phoenicopteridae)
- Фламінго чилійський, Phoenicopterus chilensis (V)

## Пірникозоподібні(Podicipediformes)
Родина: Пірникозові (Podicipedidae)
- Пірникоза Роланда, Rollandia rolland
- Пірникоза рябодзьоба, Podilymbus podiceps (V)
- Пірникоза-голіаф, Podiceps major (V)
- Пірникоза срібляста, Podiceps occipitalis

## Голубоподібні(Columbiformes)
Родина: Голубові (Columbidae)
- Голуб аргентинський, Patagioenas picazuro (V)
- Голуб чилійський, Patagioenas araucana (V)
- Zenaida auriculata (V)
- Талпакоті сірий, Claravis pretiosa (H)
- Горличка болівійська, Metriopelia melanoptera (V)
- Талпакоті коричневий, Columbina talpacoti (V)

## Зозулеподібні(Cuculiformes)
Родина: Зозулеві (Cuculidae)
- Кукліло бурий, Coccyzus melacoryphus (V)
- Кукліло північний, Coccyzus americanus (V)

## Дрімлюгоподібні(Caprimulgiformes)
Родина: Дрімлюгові (Caprimulgidae)
- Дрімлюга довгодзьобий, Systellura longirostris (V)

## Серпокрильцеподібні(Apodiformes)
Родина: Серпокрильцеві (Apodidae)
- Свіфт болівійський, Streptoprocne zonaris (V)
- Голкохвіст південний, Chaetura meridionalis (V)

Родина: Колібрієві (Trochilidae)
- Колібрі вогнеголовий, Sephanoides sephaniodes (V)

## Журавлеподібні(Gruiformes)
Родина: Пастушкові (Rallidae)
- Пастушок патагонський, Rallus antarcticus (V)
- Porphyrio martinicus (V)
- Погонич-пігмей чорний, Coturnicops notatus (H)
- Пастушок аргентинський, Pardirallus sanguinolentus (V)
- Лиска червонолоба, Fulica rufifrons (V)
- Лиска жовтодзьоба, Fulica armillata (V)
- Лиска золотолоба, Fulica leucoptera

## Сивкоподібні(Charadriiformes)
Родина: Сивкові (Charadriidae)
- Сивка американська, Pluvialis dominica (V)
- Сивка морська, Pluvialis squatarola (V)
- Хрустан тонкодзьобий, Oreopholus ruficollis (V)
- Чайка чилійська, Vanellus chilensis (V)
- Пісочник сірощокий, Charadrius modestus
- Пісочник фолклендський, Charadrius falklandicus

Родина: Куликосорокові (Haematopodidae)
- Кулик-сорока південний, Haematopus ater
- Кулик-сорока магеланський, Haematopus leucopodus

Родина: Чоботарові (Recurvirostridae)
- Himantopus mexicanus (V)

Родина: Сніжницеві (Chionidae)
- Сніжниця жовтодзьоба, Chionis albus

Родина: Послотюхові (Pluvianellidae)
- Послотюх, Pluvianellus socialis (H)

Родина: Баранцеві (Scolopacidae)
- Бартрамія, Bartramia longicauda (V)
- Кульон ескімоський, Numenius borealis (ймовірно вимер) (H)
- Кульон гудзонський, Numenius hudsonicus
- Грицик канадський, Limosa haemastica
- Крем'яшник звичайний, Arenaria interpres (V)
- Побережник ісландський, Calidris canutus (H)
- Побережник американський, Calidris virgata (H)
- Побережник довгоногий, Calidris himantopus (V)
- Побережник білий, Calidris alba
- Побережник канадський, Calidris bairdii
- Побережник білогрудий, Calidris fuscicollis
- Побережник арктичний, Calidris melanotos
- Побережник тундровий, Calidris pusilla (H)
- Баранець південний, Gallinago magellanica
- Баранець неотропічний, Gallinago paraguaiae
- Плавунець довгодзьобий, Phalaropus tricolor (V)
- Плавунець плоскодзьобий, Phalaropus fulicarius (V)
- Набережник плямистий, Actitis macularius (V)
- Коловодник строкатий, Tringa melanoleuca (V)
- Коловодник жовтоногий, Tringa flavipes (V)

Родина: Тинокорові (Thinocoridae)
- Атагіс білочеревий, Attagis malouinus (V)
- Тинокор чилійський, Thinocorus rumicivorus (V)

Родина: Мальованцеві (Rostratulidae)
- Мальованець аргентинський, Nycticryphes semicollaris (V)

Родина: Поморникові (Stercorariidae)
- Поморник чилійський, Stercorarius chilensis
- Поморник антарктичний, Stercorarius maccormicki
- Поморник фолклендський, Stercorarius antarctica
- Поморник короткохвостий, Stercorarius parasiticus
- Поморник довгохвостий, Stercorarius longicaudus

Родина: Мартинові (Laridae)
- Мартин патагонський, Chroicocephalus maculipennis
- Мартин сіроголовий, Chroicocephalus cirrocephalus (H)
- Мартин магеланський, Leucophaeus scoresbii
- Мартин сірий, Leucophaeus modestus (H)
- Мартин ставковий, Leucophaeus pipixcan (V)
- Мартин аргентинський, Larus atlanticus (H)
- Мартин домініканський, Larus dominicanus
- Крячок атоловий, Anous minutus (H)
- Крячок строкатий, Onychoprion fuscatus (V)
- Крячок річковий, Sterna hirundo (V)
- Крячок полярний, Sterna paradisaea (V)
- Крячок американський, Sterna hirundinacea
- Крячок антарктичний, Sterna vittata
- Крячок білоголовий, Sterna trudeaui (V)
- Крячок рябодзьобий, Thalasseus sandvicensis (V)

## Пінгвіноподібні(Sphenisciformes)
Родина: Пінгвінові (Spheniscidae)
- Пінгвін королівський, Aptenodytes patagonicus
- Пінгвін імператорський, Aptenodytes forsteri (V)
- Пінгвін-шкіпер, Pygoscelis papua
- Пінгвін антарктичний, Pygoscelis antarctica (V)
- Пінгвін магеланський, Spheniscus magellanicus
- Пінгвін прямочубий, Eudyptes sclateri (V)
- Пінгвін золотоволосий, Eudyptes chrysolophus
- Eudyptes moseleyi (V)
- Пінгвін чубатий, Eudyptes chrysocome
- Пінгвін великий, Eudyptes robustus (V)

## Буревісникоподібні(Procellariiformes)
Родина: Альбатросові (Diomedeidae)
- Альбатрос королівський, Diomedea epomophora
- Альбатрос мандрівний, Diomedea exulans
- Альбатрос бурий, Phoebetria fusca (V)
- Альбатрос довгохвостий, Phoebetria palpebrata
- Альбатрос смугастодзьобий, Thalassarche chlororhynchos (V)
- Альбатрос чорнобровий, Thalassarche melanophris
- Альбатрос сіроголовий, Thalassarche chrysostoma
- Альбатрос Буллера, Thalassarche bulleri (H)
- Альбатрос сірощокий, Thalassarche cauta

Родина: Океанникові (Oceanitidae)
- Фрегета білочерева, Fregetta grallaria (V)
- Фрегета чорночерева, Fregetta tropica
- Океанник Вільсона, Oceanites oceanicus
- Океанник сіроспинний, Garrodia nereis
- Океанник білобровий, Pelagodroma marina (V)

Родина: Качуркові (Hydrobatidae)
- Качурка північна, Hydrobates leucorhoa (H)

Родина: Буревісникові (Procellariidae)
- Буревісник гігантський, Macronectes giganteus
- Буревісник велетенський, Macronectes halli
- Буревісник південний, Fulmarus glacialoides
- Буревісник антарктичний, Thalassoica antarctica (V)
- Пінтадо, Daption capense
- Буревісник білий, Pagodroma nivea (V)
- Тайфунник кергеленський, Aphrodroma brevirostris (V)
- Тайфунник довгокрилий, Pterodroma macroptera (V)
- Тайфунник м'якоперий, Pterodroma mollis
- Тайфунник атлантичний, Pterodroma incerta
- Тайфунник білоголовий, Pterodroma lessonii (V)
- Тайфунник тринідадський, Pterodroma arminjoniana (V)
- Тайфунник Піла, Pterodroma inexpectata (V)
- Буревісник блакитний, Halobaena caerulea
- Пріон сніжний, Pachyptila turtur
- Пріон широкодзьобий, Pachyptila vittata (V)
- Пріон антарктичний, Pachyptila desolata
- Пріон тонкодзьобий, Pachyptila belcheri
- Буревісник сірий, Procellaria cinerea
- Буревісник білогорлий, Procellaria aequinoctialis
- Буревісник тристанський, Procellaria conspicillata (V)
- Буревісник новозеландський, Procellaria westlandica (V)
- Буревісник атлантичний, Calonectris borealis (V)
- Буревісник сивий, Ardenna griseus
- Буревісник великий, Ardenna gravis
- Буревісник світлоногий, Ardenna carneipes (V)
- Буревісник малий, Puffinus puffinus (V)
- Буревісник-крихітка каприкорновий, Puffinus assimilis
- Пуфінур великий, Pelecanoides urinatrix
- Пуфінур георгійський, Pelecanoides georgicus (V)
- Пуфінур магеланський, Pelecanoides magellani

## Лелекоподібні(Ciconiiformes)
Родина: Лелекові (Ciconiidae)
- Магуарі, Ciconia maguari (V)

## Сулоподібні(Suliformes)
Родина: Сулові (Sulidae)
- Сула перуанська, Sula variegata (V)

Родина: Бакланові (Phalacrocoracidae)
- Баклан червононогий, Phalacrocorax gaimardi (V)
- Баклан бразильський, Phalacrocorax brasilianus (V)
- Баклан магеланський, Phalacrocorax magellanicus
- Баклан імператорський, Phalacrocorax atriceps

## Пеліканоподібні(Pelecaniformes)
Родина: Чаплеві (Ardeidae)
- Квак звичайний, Nycticorax nycticorax
- Чапля мангрова, Butorides striata (V)
- Чапля єгипетська, Bubulcus ibis
- Кокої, Ardea cocoi (V)
- Чепура велика, Ardea alba (V)
- Чепура американська, Egretta thula (V)

Родина: Ібісові (Threskiornithidae)
- Ібіс сірокрилий, Theristicus melanopis (V)
- Косар рожевий, Platalea ajaja (V)

## Катартоподібні(Cathartiformes)
Родина: Катартові (Cathartidae)
- Катарта червоноголова, Cathartes aura

## Яструбоподібні(Accipitriformes)
Родина: Яструбові (Accipitridae)
- Circus cinereus (V)
- Circus buffoni (H)
- Яструб неоарктичний, Accipter striatus (V)
- Geranoaetus polyosoma

## Совоподібні(Strigiformes)
Родина: Сипухові (Tytonidae)
- Сипуха крапчаста, Tyto alba

Родина: Совові (Strigidae)
- Пугач віргінський, Bubo virginianus (H)
- Сич американський, Athene cunicularia (V)
- Сова болотяна, Asio flammeus

## Соколоподібні(Falconiformes)
Родина: Соколові (Falconidae)
- Каракара аргентинська, Caracara plancus
- Каракара фолклендська, Phalcoboenus australis
- Хіманго, Milvago chimango (V)
- Боривітер американський, Falco sparverius (V)
- Сокіл мексиканський, Falco femoralis (V)
- Сапсан, Falco peregrinus

## Папугоподібні(Psittaciformes)
Родина: Папугові (Psittacidae)
- Папуга-червонохвіст короткодзьобий, Enicognathus ferrugineus (H)
- Папуга патагонський, Cyanoliseus patagonus (H)

## Горобцеподібні(Passeriformes)
Родина: Галітові (Rhinocryptidae)
- Тапакуло андійський, Scytalopus magellanicus (Ex)

Родина: Горнерові (Furnariidae)
- Трясохвіст смугастокрилий, Cinclodes fuscus (V)
- Трясохвіст острівний, Cinclodes antarcticus
- Раядито малий, Aphrastura spinicauda (H)

Родина: Котингові (Cotingidae)
- Рара рудохвоста, Phytotoma rara (V)

Родина: Тиранові (Tyrannidae)
- Еленія чилійська, Elaenia chilensis (V)
- Торилон жовтоокий, Anairetes parulus (V)
- Pitangus sulphuratus (V)
- Пікабуї, Machetornis rixosa (V)
- Туквіто чорноголовий, Griseotyrannus aurantioatrocristatus (V)
- Тиран вилохвостий, Tyrannus savana (V)
- Тиран королівський, Tyrannus tyrannus (V)
- Pyrocephalus rubinus (V)
- Негрито патагонський, Lessonia rufa (V)
- Дормілон масковий, Muscisaxicola maclovianus
- Дормілон білобровий, Muscisaxicola albilora (V)
- Монжита червоноока, Pyrope pyrope (V)
- Монжита чорноголова, Neoxolmis coronatus (V)
- Гохо гірський, Agriornis montanus (H)

Родина: Ластівкові (Hirundinidae)
- Ластовиця патагонська, Pygochelidon cyanoleuca (V)
- Ластівка рудоголова, Alopochelidon fucata (H)
- Ластівка пампасова, Stelgidopteryx ruficollis (V)
- Щурик бурий, Progne tapera (H)
- Щурик пурпуровий, Progne subis (V)
- Щурик сірогорлий, Progne chalybea (V)
- Щурик південний, Progne elegans (V)
- Білозорка лазурова, Tachycineta leucorrhoa (H)
- Білозорка чилійська, Tachycineta leucopyga
- Ластівка берегова, Riparia riparia (V)
- Ластівка сільська, Hirundo rustica
- Ясківка білолоба, Petrochelidon pyrrhonota (V)

Родина: Воловоочкові (Troglodytidae)
- Волоочко співоче, Troglodytes aedon (V)
- Волоочко фолклендське, Troglodytes cobbi (E)
- Овад річковий, Cistothorus platensis

Родина: Дроздові (Turdidae)
- Дрізд лісовий, Hylocichla mustelina (V)
- Дрізд південний, Turdus falcklandii
- Дрізд кремововолий, Turdus amaurochalinus (V)

Родина: Пересмішникові (Mimidae)
- Пересмішник патагонський, Mimus patagonicus (V)
- Пересмішник білокрилий, Mimus triurus (V)

Родина: Шпакові (Sturnidae)
- Шпак звичайний, Sturnus vulgaris (інтродукований на материк) (V)

Родина: Горобцеві (Passeridae)
- Горобець хатній, Passer domesticus (I)

Родина: Плискові (Motacillidae)
- Щеврик патагонський, Anthus correndera

Родина: В'юркові (Fringillidae)
- Spinus barbata

Родина: Passerellidae
- Бруант рудошиїй, Zonotrichia capensis (V)

Родина: Трупіалові (Icteridae)
- Шпаркос великий, Leistes loyca
- Варілеро золотоплечий, Agelasticus thilius (V)

Родина: Піснярові (Parulidae)
- Пісняр горихвістковий, Setophaga ruticilla (V)
- Пісняр тропічний, Setophaga pitiayumi (V)

Родина: Саякові (Thraupidae)
- Посвірж патагонський, Sicalis lebruni (H)
- Посвірж короткодзьобий, Sicalis luteola (V)
- Вівсянчик патагонський, Phrygilus patagonicus (V)
- Вівсянчик великий, Rhopospina fruticeti (V)
- Магеланник жовтокрилий, Melanodera melanodera
- Магеланник жовтовусий, Melanodera xanthogramma (Ex)
- Зерноїд мальований, Sporophila caerulescens (V)
- Діука південна, Diuca diuca (V)